# Леки крайцери тип „Глостър“
Глостър (на английски: Gloucester) са тип британски леки крайцери на Британския Кралски флот, от времето на Втората световна война. Всичко от проекта са построени 3 единици: „Манчестър“ (на английски: HMS Manchester (C15)); „Ливърпул“ (на английски: HMS Liverpool (C11)) и „Глостър“ (на английски: HMS Gloucester (62)). Отнасят се към крайцерите от типа „Town“ втора серия. Стават развитие на леките крайцери от типа „Саутхемптън“.

## История на създаването
Крайцерите повтарят предходния тип с една промяна: мощността на силовата установка трябва да нарасне от 75 000 к.с. до 82 500 к.с., което обещава чувствителен прираст в скоростта, с цената на 70-тонно увеличение на водоизместимостта. Но началникът на отдела за военноморски въоръжения препоръчва да се усили защитата на кулите, също така той настоява за увеличение на дебелината на палубата при погребите до 51 mm. Масата на всяка кула при това нараства на 35 тона, а за съхранение на устойчивостта е необходимо да увеличи ширината на крайцера с 0,2 m. Всички тези усъвършенствания струват 290 тона тегло. В резултат на това стандартната водоизместимост на проекта достига 9400 тона и увеличението на мощността на силовата установка отива за запазване на скоростта на хода.

## Конструкция
Корпусът на крайцерите от типа „Глостър“ има класическата полубачна конструкция с наклонен форщевен и крайцерска кърма. Обводите са характерни за британската школа в корабостроенето: кръгоскули с характерна чупка. Полубака заема повече от 45% от дължината и има плавно издигане към форщевена. Наборът на корпуса е осъществен по надлъжната схема. Шпангоутите се поставят с шпация от 4 фута в средната част и 3 фута по краищата. В района на машинно-котелните отделения шпангоутите са водонепроницаеми. Външната обшивка е от стомана марка „D“ (дюкол), освен на носа и кърмата, за обшивката на които се използва мека корабостроителна стомана. Заваряването при строителството на „Тауните“ се използва в още по-големи обеми, отколкото при техните предшественици. Нитовани остават обшивката в средната част на корпуса, горната палуба, броневите плочи с укрепването им и частите които са най-подложени на вибрации. Горната палуба и полубака имат палубен настил от подвид на тиково дърво от остров Борнео.

### Въоръжение

#### Артилерийско въоръжение
Артилерийското въоръжение на крайцериите тип „Глостър“ включва дванадесет 152 mm и осем 102 mm оръдия.
152 mm оръдия Мк-XXIII с дължина на ствола от 50 калибра са оръдия на главния калибър за всички британски леки крайцери от предвоенната постройка, започвайки с „Леандър“ те се поставят в триоръдейни кули Мк-ХХII. Дължината на ствола на оръдието е 7620 mm, пълната дължина е 7869 mm, а масата на оръдието – 7017 kg, от които 197 kg е теглото на буталния затвор „Уелин“. Стволът има 36 нареза със стъпка 30 калибра. Всички оръдия са разположени в отделни люлки. Особеност при британските триоръдейни кули е изместването на средния ствол назад с 0,76 m, за да се предотврати разсейването на снарядите от взаимното влияние на дулните газове при пълните залпове. Живучестта на ствола съставлява 1100 – 2200 изстрела. Максималната далечина на стрелбата при ъгъл на възвишение от 45° е 23 300 m. Диапазонът на ъглите, при които се осъществява зареждането е от −5 до 12,5°. Скорострелността съставлява до осем изстрела в минута, но тя повече зависи от скоростта на подаване, която например при „Белфаст“ и „Фиджи“ е по-голяма отколкото при „Саутхемптън“ и „Глостър“. Погребите на крайцерите вмещават боекомплект от 200 снаряда на оръдие, в мирно време запасът е 150 снаряда на оръдие, а годините на войната е приеман и свръхнормативен боезапас.
Крайцерите имат втори командно-далекомерен пост поставен в кърмовата надстройка.
Информацията от артилерийските директори непрекъснато постъпва в централния артилерийски пост, където се обработва от механичен изчислител Адмиралтейски тип Мк. VI. Залпът се контролира жировертикално и се произвежда при намирането на кораба на равен кил.
Голямокалибрената зенитна артилерия се състои от дванадесет 102 mm оръдия Мк-XVI в сдвоени палубни установки Мк-XIX. Дължината на ствола на оръдието съставлява 4572 mm (45 калибра), теглото, зедно със затвора е 2042 kg. В установката Мк-XIX двата ствола се намират в една люлка, разстоянието между осите на оръдията е 53,3 cm, максималния ъгъл на възвишение е 85°. Маса на снаряда – 15,88 kg; далечина на стрелбата при ъгъл на възвишение 45° съставлява 18 150 m, досегаемостта по височина – 11 890 m, скорострелност – 20 изстрела в минута, макар практическата да е по-ниска: около 12 – 15 изстрела. Първоначално по-високите, отколкото на предшествениците, характеристики на оръдията снижават живучестта до 600 изстрела, но след започване на използването на новите безпламенни барути тя нараства до 1800 изстрела.
За подаване на целеуказания на зенитните оръдия са предназначени зенитните директори. Крайцерите трябва да носят по три зенитни директора – два на долното ниво на мостика и един на кърмовата надстройка, но на „Манчестър“ и „Ливърпул“ кърмовия се появява едва през 1941 г.

#### Авиационно въоръжение
Вички крайцери от типа „Таун“ се оборудват с тежък напречен катапулт с двойно действие, позволяваща да се изстрелват самолетите по всеки борд. От своите предшественици „тауните“ се отличават с двата хангара, което им позволява да носят три самолета два в хангарите и един на катапулта. Но на борда си имат само по две машини.

#### Торпедно въоръжение
Крайцерите са въоръжени с два тритръбни торпедни апарата TR-IV калибър 533 mm, поставени на горната палуба по бордовете, в средната част на кораба. Боекомплектът се състои от 12 533 mm торпеда. Резервните торпеда (парогазовите Мк-IX) се съхраняват в помещение между апаратите, защитено от 16 mm стоманени плочи. На крайцерите се използва само един режим за хода на торпедата – 9,6 km на 36 възела.

### Брониране
Цялата броня, освен челната на кулите и пояса е хомогенна, нециментирана.
114 mm броневи циментиран пояс на „Глостър“ има дължина от 98,45 m. Той слиза под водолинията на 3 фута (91 cm), а по височина достига до главната палуба (в района на машинно-котелните отделения – до горната палуба). Напречните траверси са с еднаква дебелина – 63 mm, броневата палуба – 32 mm стомана D1 (над погребите 51 mm стомана NC). Рулевият механизъм отгоре е защищен от 32 mm броня на нивото на долната палуба, а странично – от 37 mm вътрешни надлъжни и напречни екрани. Кулите са с дебелина 102/51/51 mm – чело/борд/покрив. Счита се, че такава защита защитава добре от попаденията на всякакви типове 152 mm снаряди на неприятелските крайцери.
Конструктивната противоторпедна защита отсъства. По-дебелата бронепалуба на крайцерите поражда определени проблеми. На „Глостър“ оо време на походи в щормово време през 1940 г. се наблюдава повишени напрежения в местата на стиковете на по-дебелите и по-малко дебелите бронеплочи на палубата. Такива явления се наблюдават и при останалите крайцери. Решение за проблема е наваряването на допълнителни накладки между дебелите и тънките участъци от палубата, макар и с цената на допълнително тегло.

### Eнергетична установка
Главната установка се състои от четири турбозъбни агрегата „Парсънс“ и четири триколекторни парни котела адмиралтейски тип. Всички котли имат паропрегреватели, нагреватели на горивото и въздуха. Схемата е ешелонна; котлите са разположени по двойки в две котелни отделения, а ТЗА – в две машинни. Работното налягане на парата в котлите е 24,61 kg/cm² (24,29 atm), а температурата ѝ 343°С, нормалното време за подготовка за поход е около 4 часа.
Проектна на хода съставлява 8900 морски мили на ход 16 възела.
Електроенергията се изработва от четири турбогенератора с мощност по 300 kW по един във всяко машинно отделение. Мрежата за постоянен ток се захранва от два дизелгенератора с мощност по 300 kW; третия (50 kW) се използва в качеството на авариен.

## История на службата
|             | заложен              | спуснат             | влиза в строй     |
| ----------- | -------------------- | ------------------- | ----------------- |
| „Манчестър“ | 28 март 1936 г.      | 12 април 1937 г.    | 4 август 1938 г.  |
| „Ливърпул“  | 17 февруари 1936 г.  | 24 март 1937 г.     | 2 ноември 1938 г. |
| „Глостър“   | 22 септември 1936 г. | 19 октомври 1937 г. | 31 януари 1939 г. |

## Коментари
1. ↑  Всички данни се привеждат към 1939 г.